# Carmen Russo

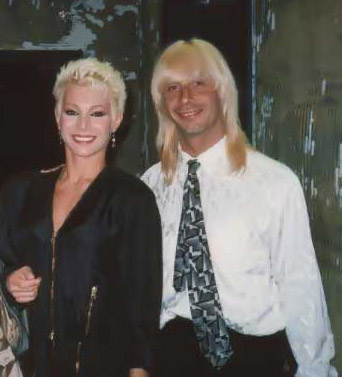
Carmen Russo mit ihrem Ehemann Vincenzo Paolo Turchi (1988)

Carmen Russo (eigentlich Carmela Russo; * 3. Oktober 1959 in Genua) ist eine italienische Tänzerin, Soubrette, Sängerin, Schauspielerin und Pornodarstellerin.

## Leben und Werk

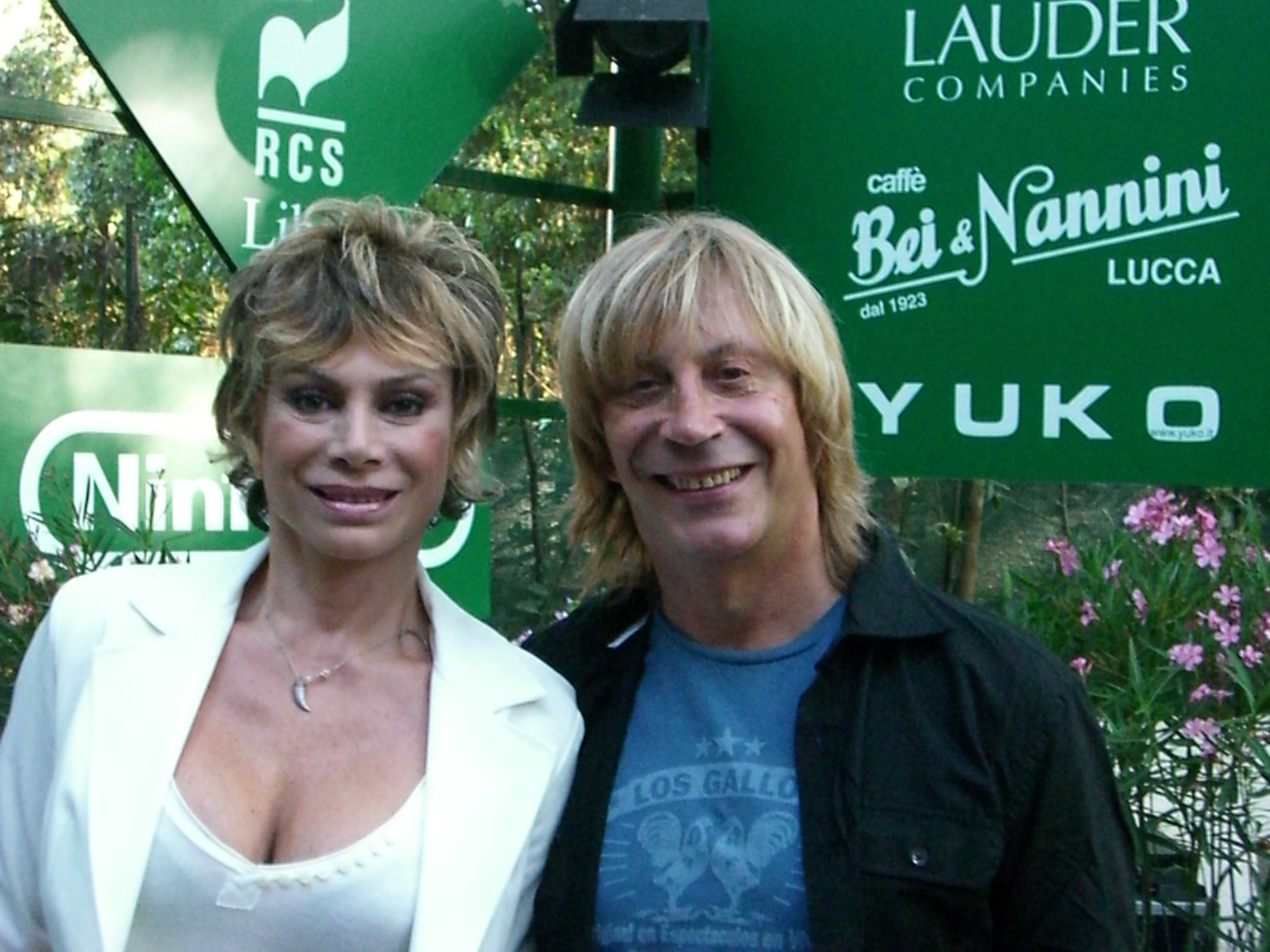
Carmen Russo 2008 mit ihrem Ehemann Enzo Paolo Turchi (2008)

Russo absolvierte eine klassische Tanzausbildung. Ihre Karriere in der italienischen Filmindustrie begann in den frühen 1980er Jahren. Sie spielte überwiegend in Produktionen des Genres „Commedia Sexy“ mit. Mit bekannten italienischen Schauspielern wie Alvaro Vitali, Renzo Montagnani und Lino Banfi trat sie in Komödien auf.
Im italienischen Fernsehen wirkte Russo in diversen Sendungen mit. Meist füllte sie die Rolle der attraktiven Moderatorin in Unterhaltungssendungen aus.
Des Weiteren war sie als Sängerin aktiv und veröffentlichte viele Tonträger.
Außerdem war sie als Aktmodell im Soft- und Hardcorebereich tätig. Sie posierte u. a. für die italienische Ausgabe des Playboy, Playmen, Blitz, Jet Set, Skorpio, und vielen mehr.
Seit einigen Jahren betreibt sie eine Tanzschule in Neapel zusammen mit ihrem Ehemann Enzo Paolo Turchi. 2009 veröffentlichte sie die Biografie „La mia nuda verità (Mein nackte Wahrheit)“; erschienen bei dem italienischen Verlag Armando Editore Curcio.

## Filmografie (Auswahl)
- 1975: Di che segno sei?
- 1979: Der Idiotenzwinger (L'infermiera nella corsia dei militari)
- 1979: Eine total verrückte Kompanie (Riavanti… Marsch!)
- 1980: Hemmungslose Erotik (Contes pervers)
- 1980: Patrick lebt! (Patrick vive ancora)
- 1981: Solo für die Superfrau (Buona come il pane)
- 1981: Ein nackter Po im Schnee (La settimana bianca)
- 1981: Hilfe, meine Frau geht wieder zur Schule (Mia moglie torna a scuola)
- 1982: Die Nahkampftruppe (Ciao nemico)
- 1982: Kommt pudelnackt, das Erbe lacht (Amiche mie)
- 1980: Le porno killers

## Tonträger
- 1981 Notte senza luna / Stiamo insieme stasera
- 1983 Stars on Donna part one / Stars on Donna part two
- 1983 Stars on Donna
- 1984 Le canzoni di Drive In LP (F1 Team 33318)
- 1984 Mi scusi signorina / Alta infedeltà
- 1985 Nuda / Sì
- 1985 L'odalisca / Mai Mai Mai
- 1986 Camomillati venerdì / Un tete a tete
- 1987 Bravi Settepiù / Questa notte chi mi tiene
- 1989 Io Jane tu Tarzan / Oh jumbo buana
- 1992 Una notte italiana
- 1993 Ciù ciù dance (versione italiana / versione spagnola / versione house)
- 1996 Macho Mambo / Ay ay mamà

## TV-Auftritte
- 1978 La bustarella su Antenna 3 Lombardia
- 1978 Portobello su Raiuno
- 1979 Sam et Sally, episodio „Bedelia“
- 1983 Colosseum su Raidue
- 1983 Beauty Center Show su Italia 1
- 1983 Drive In su Italia 1
- 1985 Grand Hotel su Canale 5
- 1985 Risatissima su Canale5
- 1986 Un fantastico tragico venerdì su Rete 4
- 1989 Io Jane, tu Tarzan su Raiuno
- 1990 Domenica in su Raiuno
- 1994 Notte italiana su Italia 7
- 2003 L’isola dei famosi su Raidue
- 2006 Supervivientes su Telecinco
- 2007 Buona domenica su Canale5
- 2010 Check-in su Rai 1